# Don Davis (componist)
Donald Romain (Don) Davis (Anaheim (Californië), 4 februari, 1957) is een Amerikaanse componist van filmmuziek. Hij is het best bekend met zijn soundtrack voor The Matrix. Hij heeft echter filmmuziek gecomponeerd voor een variatie aan films, van horror tot komedie. Hij is momenteel bezig met het componeren van een operastuk genaamd Rio De Sangre. Don Davis is getrouwd met Megan MacDonald.

## Vroege leven
Davis was reeds op zeer jonge leeftijd geïnteresseerd in muziek. Op de leeftijd van negen jaar leerde hij de trompet bespelen en op twaalfjarige leeftijd componeerde hij zelf korte muziekstukjes.
In de beginjaren van zijn leven bevond zijn interesse zich vooral in de jazz-muziek en rock-genres.
Na zijn afstuderen aan de UCLA (Universiteit van Californië - Los Angeles) zette hij zijn muziekstudies verder met Henri Lazarof als zijn onderwijzer. In additie hiervan leerde hij ook orkestreren bij Albert Harris waar hij tevens kennis maakte met Joe Harnell, een TV - componist, die hem steunde in zijn zoektocht naar werk. Zijn eerste job zijnde voor de componist Mark Snow in Hart to hart (een populaire TV show gebaseerd op de populaire jaren 30 serie The Thin Man).
Verder werkte hij ook voor Michael Kamen in Die Hard 2: Die harder.

## Componeerwerkzaamheden voor film en televisie
Davis schreef vooral stukken voor televisieseries tot 1995, onder andere voor de Disney animatiefilm Goofy. Alles veranderde toen de Wachowski's hem een contract aanboden voor de neo-noir film Bound. Het succes van deze film leidde ertoe dat Davis voor de gehele Matrix trilogie mocht componeren. Hij werkte echter ook mee aan Jurassic Park III, House on Haunted Hill en Behind Enemy Lines.
Davis zijn grote succes was de Matrix trilogie: The Matrix, The Matrix Reloaded en The Matrix Revolutions. Hiervoor hanteerde Davis een zeer aparte stijl. Zijn composities werden beïnvloed door reeds bestaande soundtracks van John Adams en Witold Lutosławski. Deze drie composities werden een groot succes en leverden vele positieve reacties op.

## Filmografie
- 1994: Hyperspace
- 1988: Blackout
- 1992:Tiny Toon Adventures: How I Spent My Vacation
- 1996: Bound
- 1997: Warriors of Virtue
- 1998: The Lesser Evil
- 1998: A League of Old Men
- 1999: The Matrix
- 1999: Universal Soldier: The Return
- 1999: Turbulence 2: Fear of Flying
- 1999: House on Haunted Hill
- 2001: Jurassic Park III (themes, John Williams)
- 2001: Antitrust
- 2001: Valentine
- 2001: The Unsaid
- 2001: Behind Enemy Lines
- 2002: Long Time Dead
- 2002: Ballistic: Ecks vs. Sever
- 2003: The Matrix Reloaded
- 2003: The Matrix Revolutions
- 2003: The Animatrix
- 2006: The Marine
- 2007:The Good Life
- 2007: Ten Inch Hero

## Overige producties

### Computerspellen
- 2005: The Matrix Online
- 2009: CR: Enter the Matrix

### Televisieseries
- 1983: Hart to Hart (1983 - 1984)
- 1986: Sledge Hammer!
- 1987: Star Trek: The Next Generation
- 1987: Beauty and the Beast (1987 - 1990)
- 1990: Tiny Toons Adventures (1990 - 1991)
- 1991: My Life and Times
- 1992: Capitol Critters (1992 - 1995)
- 1993: Taz-Mania (1993 - 1995)
- 1994: SeaQuest DSV (1994 - 1995)

### Televisiefilms
- 1988:Bluegrass
- 1988:A Stoning in Fulham County
- 1988: Quiet Victory: The Charlie Wedemeyer Story
- 1988: Home Fires Burning
- 1990: Running Against Time
- 1991: Session Man
- 1991: Lies Before Kisses
- 1991: A Little Piece of Heaven
- 1992: Notorious
- 1992: Woman with a Past
- 1993: Country Estates
- 1993: Murder of Innocence
- 1994: In the Best of Families: Marriage, Pride & Madness
- 1994: Leave of Absence
- 1995: Sleep, Baby, Sleep
- 1996:For Love Alone: The Ivana Trump Story
- 1996: In the Lake of the Woods
- 1996: The Beast
- 1996: The Perfect Daughter
- 1996: Panadora's Clock
- 1997: Alibi
- 1997: Not in This Town
- 1997: A Match Made in Heaven
- 1997: Invasion
- 1997: Weapons of Mass Distraction
- 1997: House of Frankenstein
- 1997: The Third Twin
- 1998: The Lake
- 1998: Life of the Party: The Pamela Harriman Story
- 1999: In the Company of Spies
- 2000: Hell Swarm
- 2000: Race Against Time
- 2000: Personally Yours
- 2002: Murder in Greenwich
- 2006: Augusta, Gone

## Prijzen en nominaties

### Emmy Awards
| Jaar | Titel                    | Categorie                                                                                            | Uitslag     |
| ---- | ------------------------ | --- | ----------- |
| 1988 | Beauty and the Beast     | beste compositie voor een televisieserie (dramatische achtergrondmuziek), afl. "To Reign In Hell"    | Genomineerd |
| 1990 | Beauty and the Beast     | beste compositie voor een televisieserie (dramatische achtergrondmuziek), afl. "A Time to Heal"      | Gewonnen    |
| 1991 | Lies Before Kisses       | beste compositie voor een miniserie of special (dramatische achtergrondmuziek)                       | Genomineerd |
| 1991 | My Life and Times        | beste compositie voor een televisieserie (dramatische achtergrondmuziek), afl. "The Collapse of '98" | Genomineerd |
| 1992 | A Little Piece of Heaven | beste compositie voor een miniserie of special (dramatische achtergrondmuziek)                       | Genomineerd |
| 1994 | SeaQuest DSV             | beste compositie voor een televisieserie (dramatische achtergrondmuziek), afl. "Whale Song"          | Genomineerd |
| 1995 | SeaQuest DSV             | beste compositie voor een televisieserie (dramatische achtergrondmuziek), afl. "Daggers"             | Gewonnen    |
| 1998 | House of Frankenstein    | beste compositie voor een miniserie of film (dramatische achtergrondmuziek), voor part II            | Genomineerd |